# Sclerolepis
Sclerolepis es un género de plantas acuáticas perteneciente a la familia Asteraceae. Comprende 4 especies descritas y de estas, solo 2 aceptadas.  Es originario de Estados Unidos.

## Descripción
Las plantas de este género sólo tienen disco (sin rayos florales) y los pétalos son de color blanco, ligeramente amarillento blanco, rosa o morado (nunca de un completo color amarillo).

## Taxonomía
El género fue descrito por Alexandre Henri Gabriel de Cassini y publicado en Bull. Sci. Soc. Philom. Paris 1816: 198. 1816.

## Especiesaceptadas
A continuación se brinda un listado de las especies del género Sclerolepis aceptadas hasta junio de 2012, ordenadas alfabéticamente. Para cada una se indica el nombre binomial seguido del autor, abreviado según las convenciones y usos.
- Sclerolepis uniflora (Walter) "Britton, Sterns & Poggenb."
- Sclerolepis verticillata (Michx.) Cass.